# Gibson Brothers
A Gibson Brothers francia diszkóegyüttes. 1976-ban kezdték pályafutásukat Párizsban. Trópusi hangulatot idéző diszkóslágereik hangzásvilágához a Saragossa Band, a Goombay Dance Band és a Boney M. zenéje áll a legközelebb. Legismertebb slágereik: Cuba; Que Sera Mi Vida (If You Should Go). A triót az 1990-es évektől gyakran összetévesztik a The Gibson Brothers nevű New York-i country és bluegrass együttessel, noha a diszkóformáció jóval előbb kezdte működését ugyanezen a néven. (Csupán nevükben nem szerepel a „The” névelő.)

## Tagok
- Chris Gibson (ének, ütős hangszerek)
- Patrick Gibson (ének, dobok)
- Alex Gibson (ének, billentyűs hangszerek)

## Karriertörténet
A Gibson fivérek Martinique szigetéről származnak. Számos diszkósztárhoz hasonlóan róluk sem tudni, mivel foglalkoztak, mielőtt ismertté váltak volna a könnyűzenei életben. Amit bizonyosan tudni, hogy évekig éltek Párizsban, ahol felfigyelt rájuk Daniel Vangarde producer, aki a diszkóműfaj olyan sztárjait pártfogolta, mint a Black Blood, a Disco Bouzouki Band vagy később az Ottawan. A francia fővárosban jelent meg a trió első kislemeze, a Come to America. A salsa ritmusait idéző dal Európában népszerű lett, éppen csak a címben szereplő Amerikában nem keltett figyelmet. 
A következő Gibson Brothers-kislemez, a Non-Stop Dance még nagyobb sláger lett, több mint egymilliót adtak el belőle, számos európai ország slágerlistájára felkerült, de a tengerentúli lemezklubokban ez a dal sem futott be. Az 1977-ben megjelent Heaven hasonló sorsra jutott. Vangarde azonban úgy gondolta, előbb-utóbb az amerikai piac is behódol a védenceinek. Erre 1978-ban került sor a Cuba című slágernek köszönhetően. A dal bekerült az amerikai Top 10-be, számos más országban listavezető volt, és a világpiaci eladásoknak köszönhetően a Gibson Brothers 14 aranylemezt kapott. A folytatás, az Ooh! What a Life 1979-ben ugyan nem tudta felülmúlni a Cuba sikerét, de azért jól szerepelt a slágerlistákon, főleg Európában. Ugyanebben az évben került viszont piacra a Que Sera Mi Vida (If You Should Go), ami szintén világsláger lett. Újabb kislemezek következtek, mint a Mariana, a Metropolis, a Latin America, a Quartier Latin és a My Heart’s Beating Wild (Tic Tac Tic Tac).
A trió gyakran és sokfelé koncertezett, valószínűleg ennek köszönhető, hogy a rádiós diszkósztárokkal ellentétben ők nem tűntek el a süllyesztőben, bár a zenei divatok változása miatt rajongótáboruk megcsappant. Az 1980-as évek közepén megjelent albumuk, az Emily meglepően sikeres volt Európában. Az évtized második felében nagy slágerük, a Cuba remixével jelentkeztek. Az 1990-es évektől kezdve régi slágereiket gyakran lehetett hallani a nosztalgiára specializálódott rádióadók és a lemezklubok műsorán, több válogatáslemezük is megjelent, illetve időről időre előálltak a Cuba és a Que Sera Mi Vida (If You Should Go) újabb, az aktuális diszkózenei divat szerint áthangszerelt változataival. 1997-ben és 2005-ben is megjelent egy-egy nagylemezük vadonatúj dalokkal, ám ezek már nem lettek olyan ismert slágerek, mint a fénykor szerzeményei.

## Ismertebb lemezeik

### Kislemezek, maxik
- 1977 Come to America / Non-Stop Dance
- 1977 Heaven / Symphony
- 1977 Non-Stop Dance / Never Said Good-Bye
- 1978 Cuba (vocal) / Cuba (instrumental)
- 1978 Cuba / Better Do It Salsa
- 1979 Better Do It Salsa (vocal) / Better Do It Salsa (instrumental)
- 1979 Better Do It Salsa (Special Disco Version) / West Indies
- 1979 Ooh! What a Life (Long Version) / Ooh! What a Life instrumental)
- 1979 Ooh! What a Life / You
- 1979 Ooh! What a Life / Better Do It Salsa
- 1979 Que Sera Mi Vida (If You Should Go) / Heaven
- 1979 Que Sera Mi Vida (If You Should Go) / In Love Again
- 1979 Que Sera Mi Vida (If You Should Go) / West Indies
- 1979 Que Sera Mi Vida (If You Should Go) / You
- 1980 Dancin’ the Mambo / All I Ever Want Is You
- 1980 Latin America / West Indies
- 1980 Latin America (Part 1) / Latin America (Part 2)
- 1980 Mariana / All I Ever Want Is You
- 1980 Metropolis (Long Version)  Because I Love You
- 1981 Quartier Latin / Quartier Latin Special
- 1981 Sheela / Baiser Salé
- 1982 I Left My Heart In Jamaica / Limbo
- 1982 My Heart’s Beating Wild (Tic Tac Tic Tac) / Come Alive and Dance
- 1983 Silver Nights / Silver Nights (instrumental)
- 1985 Emily
- 1986 Cuba / Que Sera Mi Vida (If You Should Go)
- 1986 Lola Lola / Party Tonight (Extended Version)
- 1988 Cuba (’88 Remix Edit) / Cuba (’88 Remix) / Cuba (Original Mix) / Cuba (Original Radio Edit)
- 1988 Cuba (’88 Remix) / Cuba (Original Mix)
- 1989 Que Sera Mi Vida (’89 Remix) / Que Sera Mi Vida (Original Mix)
- 1989 Que Sera Mi Vida (Remix Radio Version) / Que Sera Mi Vida (’89 Remix Club Version) / Que Sera Mi Vida (Original Version) / Que Sera Mi Vida (Original Single Version)
- 1990 Megamix / Megamix (Radio Version) / Megamix (Tic Tac Version)
- 1991 Let’s All Dance (Long Dub) / Let’s All Dance (Maxi Version) / Let’s All Dance (Radio Edit) (Gibson Brothers featuring David Christie)
- 1991 Let’s All Dance (Radio Edit) / Let’s All Dance (instrumental)
- 1995 Cuba / Que Sera Mi Vida
- 1996 Cuba (Factory Team Remix) / Cuba (Club Mix) / Cuba (Euromix) / Latino Dream
- 1996 Cuba (Radio Mix) / Cuba (Factory Team Remix) / Cuba (Club Edit) / Cuba (Club Mix) / Latino Dream
- 1999 K-Sera (7" Mix) / K-Sera (12" Mix) / K-Sera (Olav Basoski Mix) (Funky G featuring The Gibson Brothers)
- 2000 Cuba (Extended Version) / Cuba (Radio Version) / Cuba (Skuba Version)
- 2000 Music & Passion (Latin Radio Edit) / Music & Passion (Latin Mix) / Music & Passion (Headstrong Mix) / Music & Passion (Clubmix) / Powerdrive (Cinemamix) / Musion (Dub-O-Matix) (Ben Liebrand featuring The Gibson Brothers)
- 2004 Cuba (The Remixes)

### Albumok
- 1978 By Night
- 1978 Heaven
- 1979 Cuba
- 1980 On the Riviera
- 1981 Quartier Latin
- 1985 Emily
- 1991 The Very Best of Gibson Brothers (válogatás)
- 1996 Move on Up
- 1996 Gibson Brothers – Hits (válogatás)
- 1998 Better Do It Salsa (válogatás)
- 2005 Blue Island

## Slágerlistás helyezések
(Rövidítések: US = Egyesült Államok, UK = Egyesült Királyság)
| év   | kislemez                                   | U.S. Billboard Hot 100 Chart | UK Singles Chart |
| ---- | ------------------------------------------ | ---------------------------- | ---------------- |
| 1979 | Cuba                                       | 9                            | 41               |
| 1979 | Ooh! What a Life                           | 12                           | 10               |
| 1980 | Que Sera Mi Vida (If You Should Go)        | 11                           | 5                |
| 1980 | Cuba                                       | 9                            | 12               |
| 1980 | Mariana                                    | 10                           | 11               |
| 1983 | My Heart Is Beating Wild (Tic Tac Tic Tac) | 3                            | 56               |

## Külső hivatkozások

### Weboldalak
- A Gibson Brothers hivatalos weboldala
- Angol nyelvű honlap
- Angol nyelvű pályakép

### Videók
- Non-Stop Dance
- Cuba
- Que Sera Mi Vida (If You Should Go)
- Latin America